# Herbert Kenneth Airy Shaw
Herbert Kenneth Airy Shaw (7. dubna 1902 Woodbridge – 1985) byl anglický botanik.
.

## Život a kariéra
Jeho otec Herbert Alfred Shaw byl „Second Master“ na střední škole ve Woodbridge; jeho matka Agnes Margaret Airy byla příbuznou astronoma a matematika George Biddella Airyho (1801–1892).
Na podzim roku 1921 začal Shaw studovat latinu a řečtinu na Corpus Christi College v Cambridge. Roku 1923 přestoupil na přírodní vědy, kde roku 1924 získal titul B.A.. V srpnu 1925 se stal technickým asistentem herbáře v Kew. Od 30. let 20. století se specializoval se na flóru tropické Asie a čeleď Euphorbiaceae.

## Dílo
Publikoval kolem 250 prací, především na téma flóry na Borneu, v Thajsku a na Nové Guiney. Editoval 7. a 8. vydání Dictionary of the Flowering Plants and Ferns. Psal i o entomologii, která byla jeho hobby.
- The Euphorbiaceae of New Guinea, 1980